# Aedes hakanssoni
Aedes hakanssoni är en tvåvingeart som beskrevs av Knight och Hurlbut 1949. Aedes hakanssoni ingår i släktet Aedes och familjen stickmyggor. Inga underarter finns listade i Catalogue of Life.